# Pocztówki z Republiki Absurdu
Pocztówki z Republiki Absurdu (tytuł ekranowy: Vykort från absurditetens republik) – polski film fabularny w konwencji mockumentu (paradokumentu) z 2014 r., w reżyserii Jana Holoubka, przedstawiający alternatywną wizję historii, w której Polska nadal jest państwem komunistycznym. Premiera odbyła się 4 czerwca 2014 w Telewizji Polskiej.

## Produkcja
Film tworzono przez 3 miesiące. Główne role w filmie zagrali debiutanccy aktorzy wyłonieni na drodze castingu. Oryginalny scenariusz powstał w 2008 r. na konkurs filmowy dotyczący obrad Okrągłego Stołu. Alternatywna rzeczywistość, w której rozmowy okrągłostołowe skończyły się fiaskiem, miała zachęcić młodzież do obejrzenia filmu. Szwecja, z której pochodzi główna bohaterka, była w zamyśle reżysera krajem, wspierającym każde państwo domagające się przestrzegania praw człowieka.

## Fabuła
Sytuację w Polsce przedstawia narrator, tłumaczący również angielskie i szwedzkie wypowiedzi (w tej roli Krystyna Czubówna). W filmie wykorzystano archiwalne nagrania Telewizji Polskiej oraz zdjęcia Chrisa Niedenthala.
Akcja rozpoczyna się 20 lutego 2014, gdy do Warszawy przyjeżdża Szwedka Anna Sundgren wraz z mężem Ianem w celu nakręcenia reportażu o młodzieży żyjącej w socjalistycznej Polsce, w której od 70 lat funkcjonuje komunizm. Stworzony przez nich materiał opublikowano w Szwecji, po zmianie imion i nazwisk bohaterów na fikcyjne.

## Polska w alternatywnej rzeczywistości
Komunizm w Europie nie został obalony, a obrady Okrągłego Stołu zakończyły się zerwaniem rozmów przez „Solidarność” 5 kwietnia 1989. Zerwanie rozmów doprowadziło do fali protestów na terytorium Polski, które stłumiły wojska polskie i radzieckie 4 czerwca 1989.
Po 1989 r. w komunistycznej Polsce wybudowano drugi Pałac Kultury i Nauki, nadal występują problemy z podażą jedzenia na rynku, powszechne jest zacofanie techniczne. Żeby otrzymać przydział na cokolwiek należy zebrać odpowiednią liczbę talonów (np. na telefon komórkowy potrzeba 360 talonów). Aby otrzymać 1 talon, należy w skupie oddać 1 kilogram makulatury. Woda jest dostarczana przez 3 godziny dziennie, powszechne są przerwy w dostawach prądu. W wyniku postępującej inflacji złoty stracił na wartości (3 szklanki kawy w restauracji kosztują 530 tys. zł). Telefony komórkowe wydawane są przez specjalnie powołany urząd, który ma kontrolę nad każdym urządzeniem. Aby móc kupić telefon komórkowy należy mieć ukończone 18 lat. Do szkół wprowadzono nowy przedmiot – edukację obywatelską, na której uczniowie przygotowują się do wojny ze światem zachodnim oraz uczą się posłuszeństwa wobec PZPR. Członkowie PZPR żyją w luksusowych osiedlach (w Warszawie – w tzw. zatoce czerwonych świń).
Polska ma dostęp do Internetu od 2006 r., dostępnego głównie w kafejkach internetowych (korzystanie z Internetu w domu wymaga 3-letniego oczekiwania). Sieć jest kontrolowana przez Ministerstwo Spraw Wewnętrznych. Większość stron internetowych z „zachodu” jest blokowana albo monitorowana, choć powszechne jest omijanie zabezpieczeń przez użytkowników. Jedynym portalem społecznościowym dostępnym dla Polaków i innych mieszkańców bloku wschodniego jest chiński Knigolico, w którym użytkownicy porozumiewają się po rosyjsku.
Telewizja emituje przede wszystkim reklamy propagandowe. Dziennik Telewizyjny zmienił czołówkę, a jednym z jego prowadzących został Maciej Orłoś. Kultura i sztuka jest kontrolowana. Wśród młodzieży dużą popularność osiągnął zespół hip-hopowy PRO8L3M, który nielegalnie śpiewa o aktualnej sytuacji w Polsce. Muzycy zespołu ze względów bezpieczeństwa noszą białe kominiarki.
W filmie pojawiły się nawiązania do Euromajdanu (ukazanego jako protest Ukraińców potępiany przez cały blok wschodni, w tym przez Polskę) oraz do „Tęczy” na placu Zbawiciela w Warszawie (w filmie zamiast tęczy istnieje sierp i młot położony na tym miejscu i stworzono z tego samego materiału co rzeczywistą instalację artystyczną).

## Obsada
- Maria Zaleska – Anna Sundgren
- Magdalena Wasylik – Maria
- Matylda Borcuch – Julia
- Jakub Suwiński – Karol
- Monika Szufladowicz – recepcjonistka
- Krystyna Czubówna – narrator
- Magdalena Mrowińska – kelnerka
- Maciej Orłoś – prezenter Dziennika Telewizyjnego
- Wojciech Czubin – nauczyciel WF-u
- Magdalena Różczka – matka w reklamie propagandowej
- Jan Wieczorkowski – ojciec w reklamie propagandowej
- Wanda Marzec – dziecko w reklamie propagandowej
- Magdalena Pacuła – dziecko w reklamie propagandowej
- Oskar Tuszyński – muzyk zespołu PRO8L3M
- Piotr Szulc – muzyk zespołu PRO8L3M
- Tomasz Ziółkowski – kolega Karola
- Tadeusz Rurka – kolega Karola
- Sebastian Gumkowski – kolega Karola
- Karol Dylewski – kolega Karola
- Philip Niedenthal – recepcjonista-UBek
- Johan Anders – głos Iana
- Maciej Słowiński – UBek